# Maritieme oorworm
De maritieme oorworm (Anisolabis maritima) is een insect dat behoort tot de orde oorwormen (Dermaptera). Deze soort wordt gevonden langs de kustlijn.
Deze oorworm is 2,5 tot 3 cm groot en is grijzig of zwart van kleur. In tegenstelling tot veel oorwormen, heeft deze geen vleugels. Het insect jaagt op verschillende kleine ongewervelde dieren, zoals vlooien, krekels en mieren. Kan ook kannibalistisch zijn.